# Metacatharsius gardoensis
Metacatharsius gardoensis là một loài bọ cánh cứng trong họ Bọ hung (Scarabaeidae).